# ユフタの闘い
ユフタの闘い（ユフタのたたかい）またはユフタの戦いは、1919年2月25日、シベリア出兵中の日本軍が、ロシア白軍からの要請で、白軍と敵対するパルチザン（革命派武装勢力）に対する掃討作戦を各地で展開する過程で、ロシアアムール州のユフタにおいて日本軍がほぼ全滅したパルチザンとの戦闘。

## 概要
この戦いは実際にはいくつかの戦闘に分かれており、それぞれにおいて異なる部隊が全滅状態に追い込まれた。
歩兵第72連隊第3大隊（2個中隊欠）を率いていた田中勝輔少佐は、1919年2月24日午前2時、ユフタ付近に前進して敵の背後を攻撃するよう命令を受けた。途中、アレキセフスクに森山俊秀中尉率いる1個小隊を残し、田中大隊は夕刻にはユフタに到着した。翌25日午前8時、田中少佐は香田驍雄少尉の1個小隊をスクラムレフスコエに偵察に送り出した。だがこの小隊は優勢な敵に包囲されて「全滅」し、負傷者4人（うち1人は途中で死亡）のみが戻って来た。
25日午後11時、状況を知った田中少佐は攻撃のためスクラムレフスコエへと前進を始めたが、26日午前8時にチユデイノフカ西の森で敵と遭遇。ここでも日本軍は包囲されて「全大隊悉く戦死」した。またアレキセフスクにいた西川達次郎大尉の野砲兵第12連隊第5中隊（1個小隊欠）は、ここに残されていた森山中尉の1個小隊とともに田中大隊の増援に向かったが、同じく包囲され負傷者5人を除いて全滅した。
1925年に出版された『西伯利出兵史要』の中には地図つきで一連の戦闘が紹介されている。この本によればユフタの戦闘は日本側の兵力310人、大砲2門であり、負傷者9人の他は全滅した。敵の戦力は約2500人とされている。著者は「全滅と言う事は能く聞く事であるが、所謂全滅の中には尚生きて戦場を去る少数のものがあると言うのが普通の全滅である。今回の如き真の全滅なるものは未だかつてこれを聞かない」と述べている。
『西比利亜巡遊記』にも話が載っている。なぜか最初の香田小隊が全滅した25日の話は全く無視され、26日の戦闘のみが書かれているのだが、それでも「一兵をも残さず我田中大隊は、斯くて全滅し、悲壮なる名誉の最後を遂げたのである」とあるように「全滅」という用語が使われている。